# Gold-digger

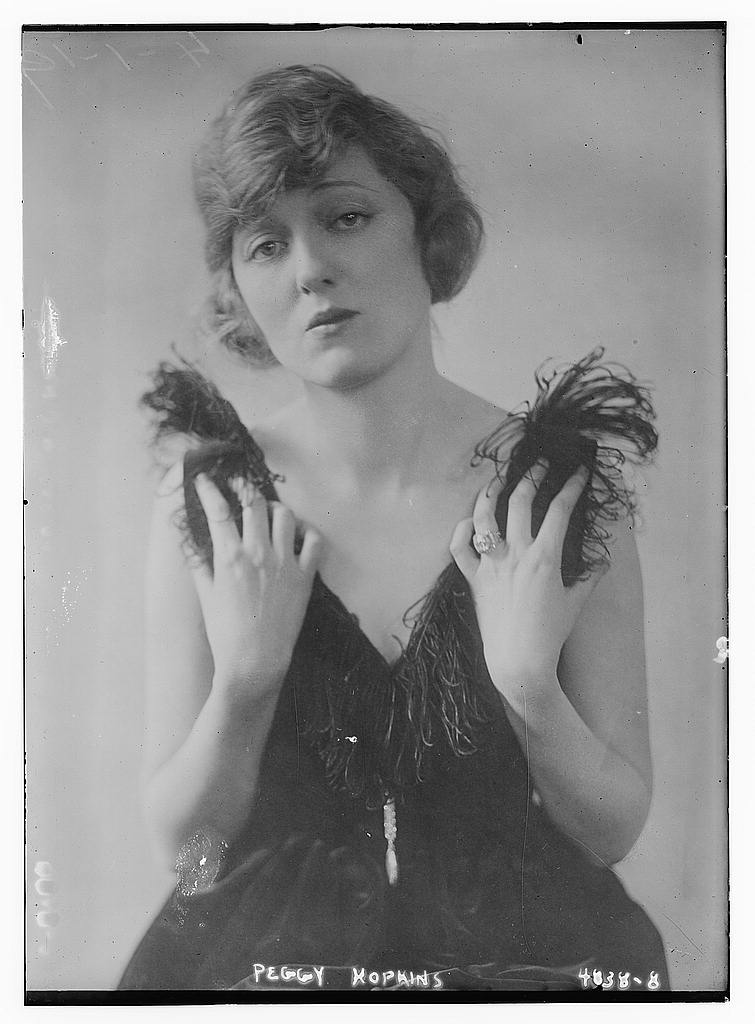
Peggy Hopkins Joyce im Jahr 1919, ein Zeitungsartikel über sie machte den Begriff bekannt

Ein Gold-digger (englisch Goldgräber) ist eine Person, die mit jemand anderem wegen seines Reichtums eine romantische Beziehung sucht. Mit dem Begriff werden vor allem Frauen bezeichnet, die sich gezielt einen reichen Mann als „Opfer“ suchen, der ein gutes bis ausgezeichnetes Einkommen hat oder hart arbeiten wird, um seine Frau zufrieden zu stellen.
Die Bezeichnung „Gold-digger“ für ambitionierte Frauen kam in den 1910er Jahren auf. Der Begriff gelangte wahrscheinlich um 1915 in den allgemeinen Sprachgebrauch, nachdem eine amerikanische Zeitung ihn gebrauchte, um das wirkliche Leben der Peggy Hopkins Joyce darzustellen. Gold-digger sind Frauen, die dem reichen Mann wegen seines Geldes und guten Status sexuellen Kontakt in Aussicht stellen, aber es meist nicht dazu kommen lassen. Für ihre Begleitung nehmen sie teure Geschenke an,  nur in manchen Fällen heiraten sie den reichen Mann, auf jeden Fall wird ihr Körper in Austausch gegen wirtschaftliche Vorteile zur Verfügung gestellt. Obwohl Gold-digger rechtlich selten als Prostituierte definiert wurden, weisen sie auf die Heuchelei der Kultur des frühen 20. Jahrhunderts hin.